# فولفغانغ زايدل
فولفغانغ زايدل (بالألمانية: Wolfgang Seidel)‏ مواليد 4 يوليو 1926، كان سائق فورملا 1 ألماني سابق كان قد بدأ مسيرته الاحترافية سنة 1953. كان أول سباق له هو جائزة ألمانيا الكبرى 1953. خاض خلال مسيرته 12 سباقاً.

## سباقات شارك فيها
- لو مان 24 ساعة
- بطولة العالم للسيارات الرياضية